# 백승

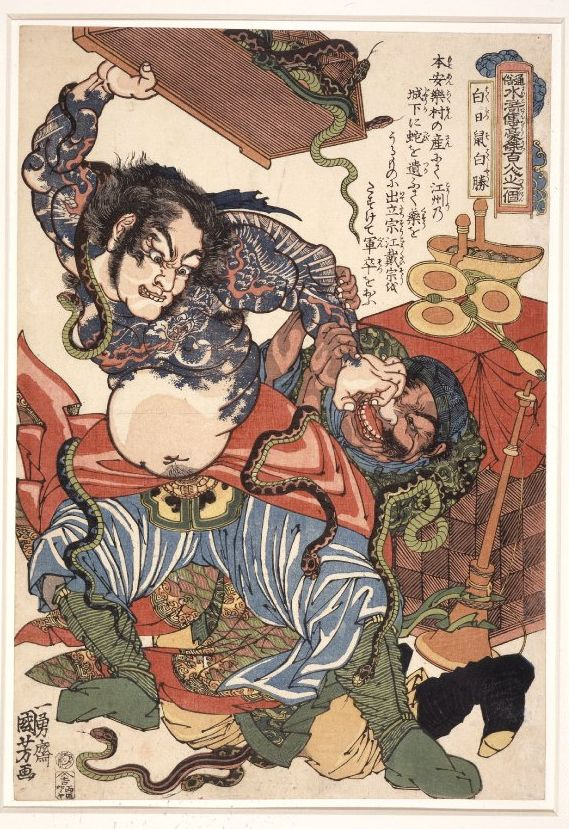

백승(白勝)은 중국의 사대기서(四大奇書) 중 하나인 《수호전》(水滸傳)에 등장하는 인물로, 108성 중 106위이자 지살성(地煞星)의 지모성(地耗星)에 해당한다. 별호는 백일서(白日鼠). 노름을 좋아하는 깡패로 낮부터 하찮고 나쁜 짓만 했다는 데서 붙여진 별호이다. 별다른 특기가 없고 양산박에서의 석차도 최하위에 가깝지만 조개가 양산박에 입산하게 된 계기가 되는 '생신강 탈취'에서 중요한 역할을 맡고 심부름꾼으로서도 매우 잘 수행해서 뜻하지 않은 공을 세우기도 했다.

## 생애
제주 안락촌의 깡패로 과거 조개의 시중을 들었던 점, 백승이 생신강 탈취 계획을 실행하는 황니강 근처에 살았다는 점에서 양중서가 채경에게 줄 10만 관의 뇌물을 약탈할 계획에 백승이 추가되었다. 여기서 백승은 술장수로 둔갑해 양지가 맡은 호송인들을 방심시키고 몽한약을 탄 술을 마시게 하는 역할을 맡았다. 그러나 통을 메고 나가는 모습이 목격된 것과 탈취 후 보석으로 노름을 치는 바람에 곧 관헌에게 붙잡혀 고문을 견디지 못하고 조개와 무리들의 이름을 말하였다. 그 바람에 조개들은 관에 쫓겨 양산박으로 도망쳐 그곳에서 산적의 두령이 되었다. 직후 오용 등의 도움으로 탈옥에 성공했고 백승도 양산박 말석에 이름을 올렸다.
이후 잠입과 전령 등 체력이 필요한 심부름 일을 담당했고 패주 중 추격해 온 적장 고렴의 어깨에 요행수를 들이대거나 부상당한 조개를 유당과 함께 구출하는 등 뜻밖의 공을 세우기도 했다. 108명이 양산박에 모인 후에는 대종 밑에서 전령 장교로 임명된다. 요나라와의 싸움에서는 적의 책략으로 노준의 등과 함께 주위가 절벽에 둘러싸인 계곡 바닥에 갇히게 되는데, 백승이 대량의 깃발이나 망토에 싸여 산꼭대기에서 굴러 떨어져 탈출, 본대에 구조를 요청하는 공을 세웠다. 그 후 방랍토벌전에서 백승은 병에 걸려 사망했다.